# Fløjspiller
En fløjspiller er i håndbold en spiller, der primært spiller tættest på sidelinierne i såvel angreb som forsvar.
I det etablerede angrebsspil (når såvel forsvar som angreb har nået deres normale positioner) er fløjspillerne ind imellem lidt passive, idet meget af spillet foregår blandt bagspillerne (backs og playmaker), men for at skabe variation kommer der af og til afleveringer til fløjspillerne. Hvis en fløjspiller mener, at forsvaret er blevet trukket lidt væk fra hans/hendes fløj, kan han/hun forsøge at bryde forbi sin direkte modspiller og komme ind over 6 meter stregen i et scoringsforsøg. En anden mulighed i det etablerede angrebsspil er, at fløjspilleren foretager et indløb, dvs. løber ind mod midten med henblik på at fungere som en ekstra stregspiller, der kan give bagspillerne nye muligheder.
En anden vigtig funktion for fløjspillerne er hurtige opløb: Når modstanderne har haft et scoringsforsøg, starter én eller begge fløjspillerne ofte et løb op mod modstandernes mål for at præsentere en afleveringsmulighed for målmand eller en forsvarsspiller, der eventuelt får fat i bolden. Hvis dette lykkes, opnår fløjspilleren ofte en én-mod-én situation mod modstandernes målmand, hvilket i mange tilfælde resulterer i et let mål. Man skal dog være opmærksom på, at det kræver en meget præcis aflevering og en god spurt for at lykkes.
En god fløjspiller er kendetegnet ved at være en god sprinter, en god tekniker, idet målets åbning ved afslutning i det etablerede angrebsspil som regel bliver lille på grund af, at spilleren starter sin skud fra en ret spids vinkel. Gode fløjspillere træner f.eks. i at skrue bolden, så den kan komme forbi målmanden, og den gode teknik gør derfor også mange fløjspillere til fremragende straffekastskytter. Nogle af de mindste håndboldspillere er ofte fløjspillere.

## Kendte fløjspillere

### Damer
| Navn                    | Nationalitet          |
| ----------------------- | --------------------- |
| Ann Grete Nørgaard      | Danmark               |
| Janne Kolling           | Danmark               |
| Maria Fisker            | Danmark               |
| Amanda Kurtovic         | Norge                 |
| Alexandra do Nascimento | Brasilien             |
| Trine Østergaard        | Danmark               |
| Maja Savic              | Serbien og Montenegro |
| Kristina Bille          | Danmark               |
| Barbara Strass          | Østrig                |
| Nathalie Hagman         | Sverige               |
| Maibritt Kviesgaard     | Danmark               |
| Cristina Varzaru        | Rumænien              |
| Carmen Martín           | Spanien               |
| Marianne Florman        | Danmark               |
| Anne Mette Pedersen     | Danmark               |
| Woo Sun-Hee             | Sydkorea              |
| Anette Hoffmann         | Danmark               |
| Linn Kristin Riegelhuth | Norge                 |
| Henriette Mikkelsen     | Danmark               |

### Herrer
| Navn                    | Nationalitet |
| ----------------------- | ------------ |
| Anders Eggert           | Danmark      |
| Victor Tomas            | Spanien      |
| Hans Lindberg           | Danmark      |
| Ivan Čupić              | Kroatien     |
| Lasse Svan              | Danmark      |
| Lars Christiansen       | Danmark      |
| Uwe Gensheimer          | Tyskland     |
| Luc Abalo               | Frankrig     |
| Guðjón Valur Sigurðsson | Island       |
| Lars Rasmussen          | Danmark      |
| Eduard Koksjarov        | Rusland      |
| Søren Stryger           | Danmark      |
| Magnus Landin Jacobsen  |              |